# نیا سانچز
نیا سانچز (به انگلیسی: Nia Sanchez) (زاده ۶ دسامبر ۱۹۹۰) بازیگر، مدل و ملکه زیبایی اهل آمریکا است.
او در سال ۲۰۱۴ برنده ملکه زیبایی ایالات متحده آمریکا شد و به نمایندگی از آمریکا در مراسم دوشیزه جهان ۲۰۱۴ شرکت کرد و
مقام اول بعد از برنده را کسب کرد.